# Pierre Le Moyne d’Iberville

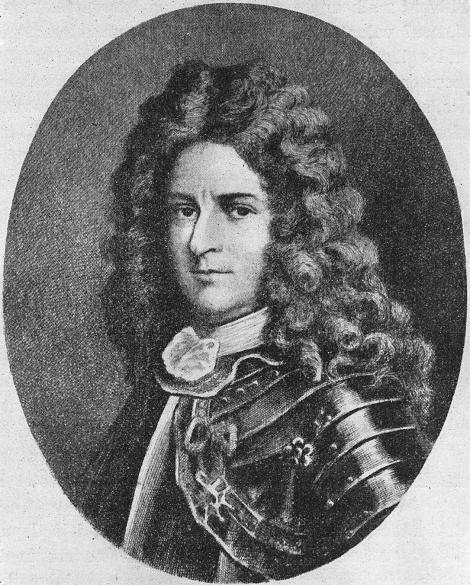
Pierre Le Moyne d'Iberville.

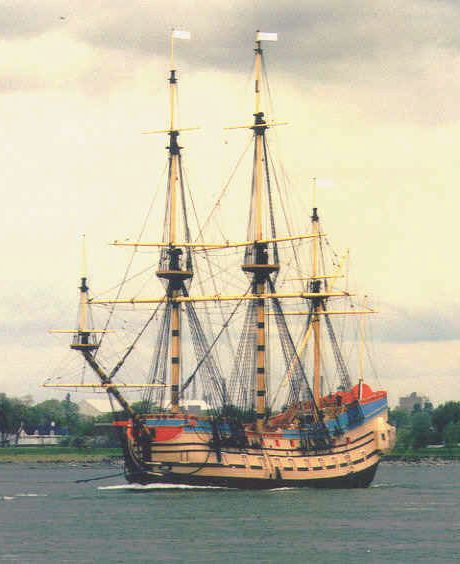
Nachbau der Pélican

Pierre Le Moyne d’Iberville (* 20. Juli 1661 in Ville-Marie (heute Montréal), Québec; † (wahrscheinlich) 9. Juli 1706 in Havanna, Kuba) war der Gründer der Kolonie Louisiana. Er ist auch bekannt als Sieur d’Iberville oder M. d’Iberville.

## Allgemeines
Er war der dritte Sohn von Charles le Moyne de Longueuil et de Châteauguay, der in Dieppe geboren wurde und Seigneur von Longueuil in Kanada war, sowie dessen Ehefrau Catherine Primot (in verschiedenen Quellen auch „Catherine Thierry“).
Er war der ältere Bruder des Forschers Jean-Baptiste Le Moyne de Bienville (1680–1767).
Pierre Le Moyne d’Iberville hat bei der Gründung und Erschaffung einiger amerikanischer Städte mitgewirkt: Biloxi, Mississippi, und zwar das alte Biloxi, in der Bucht gelegen, 1699, und Mobile, Alabama (1702). Iberville leite eine militärische Kampagne in Neufundland 1696–1697 und schlug in der Seegefecht in der Hudson Bay 1697 ein englisches Geschwader.
Im Jahr 1706 leitete d’Iberville einen erfolgreichen Angriff auf die englische Insel Nevis. Darauf ging er nach Havanna, um Verstärkungen von den Kastiliern für einen Angriff auf Carolina zu gewinnen. Pierre Le Moyne starb in Havanna an Gelbfieber.

## Ehrungen
1699 wurde er als zum ersten in Kanada geborenen Ritter des Ludwigsordens geschlagen.
Die kanadische Bundesregierung, vertreten durch den für das Historic Sites and Monuments Board of Canada zuständigen Minister, ehrte d’Iberville am 20. Mai 1937 für sein Wirken und erklärte ihn zu einer „Person von nationaler historischer Bedeutung“.